# Liu Shaolin Sándor
Liu Shaolin Sándor (kínaiul: Liu Sao-lin (刘少林, Liú Shàolín); Budapest, 1995. november 20. –) magyar olimpiai bajnok, világbajnok, Európa-bajnok, világkupagyőztes és magyar bajnok rövidpályás gyorskorcsolyázó. 2022-től Kína színeiben versenyez.

## Élete

### Magánélete
Budapesten született, édesapja kínai, édesanyja magyar. Először az úszással próbálkozott, majd a jégkoronggal és a jégtánccal, de egyikkel sem barátkozott meg. Öccsével, Shaoanggal unokanővére javaslatára megpróbálkoztak a gyorskorcsolyázással, ami azonnal magával ragadta a testvéreket. Tizenegy éves korában vett részt az első edzésén. Nevelőedzője Erőss Julianna volt. 2005 óta korcsolyázik versenyszerűen, előbb a TRGSE (Tornádó Rövidpályás Gyorskorcsolya Sportegyesület) csapatában, majd az SPSC-nél (Statisztika Petőfi Sport Club). Többször járt Kínában, másfél évig ott is edzett.

### Sportpályafutása

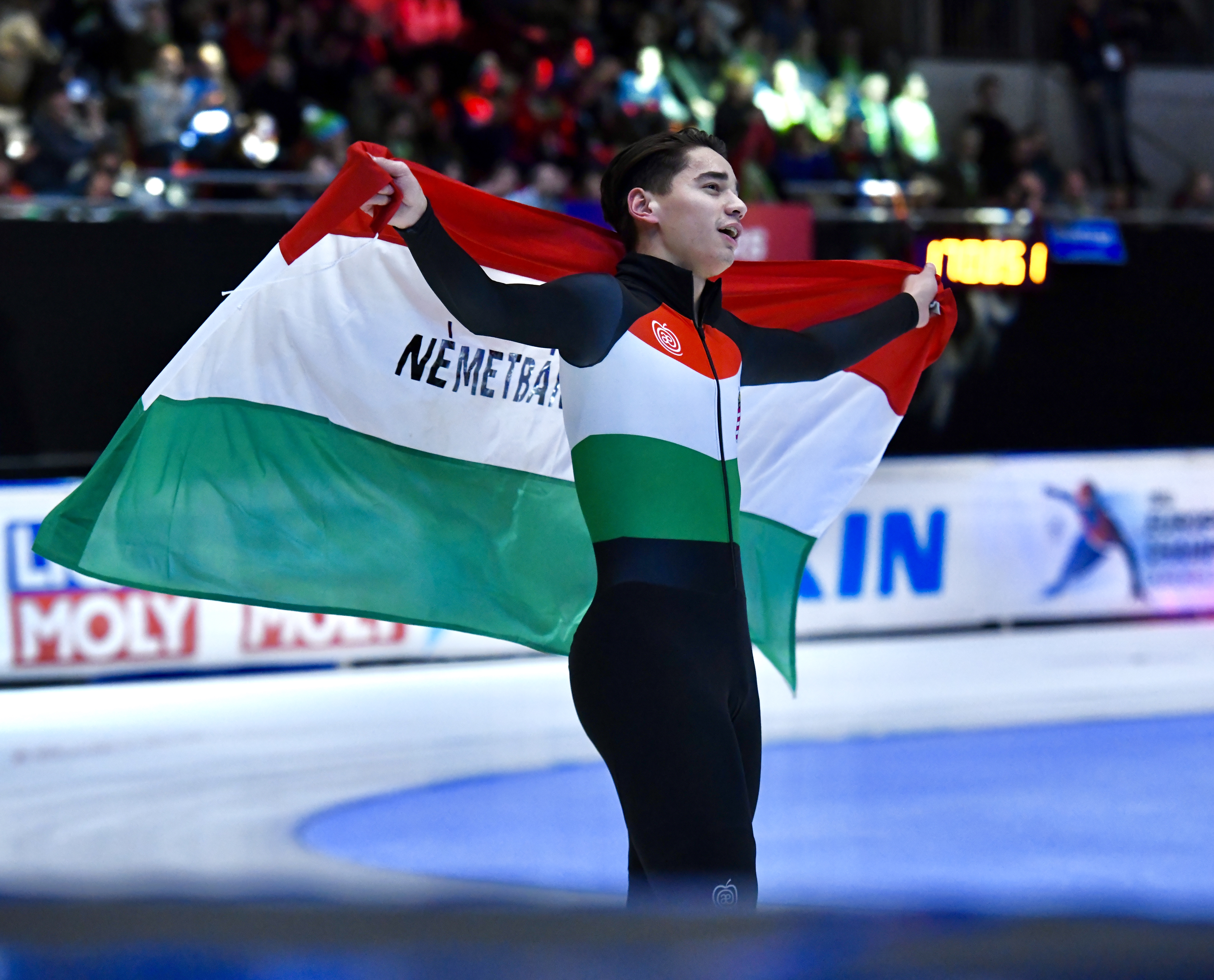
2019-ben az Európa-bajnokságon

A 2012-es japán és kínai világkupaversenyeken bejutott az első 16 közé. 2013 januárjában, a Malmőben zajló rövidpályásgyorskorcsolya-Európa-bajnokságon nem sikerült bejutnia a döntőbe sem 1000 méteren, sem pedig 500 méteren, ahol az összesített eredmények alapján a nyolcadik helyen zárt. Ugyanitt, a magyar 5000 méteres férfiváltó tagjaként – az olaszokat megelőzve, az oroszok és a hollandok mögött – viszont bronzérmet szerzett, az összetett versenyben pedig kilencedikként zárt. Varsóban, a 2013-as junior-világbajnokságon szintén bronzérmesként végzett, de már 1000 méteren, összetettben pedig – legjobb európaiként – hatodikként zárt. 2014 januárjában, a Drezdában zajló rövidpályás gyorskorcsolya Eb 1500 méteres egyéni versenyében – a 44 fős mezőnyben – a 11. helyen végzett. Ugyanott a férfi 5000 méteres váltóval nem jutott be a döntőbe, végül az ötödik helyen végzett.
A 2014-es szocsi téli olimpián induló magyar rövidpályás gyorskorcsolya csapat tagjaként 1500 méteren a 20., míg 1000 méteren a 16. helyen zárt. Márciusban a junior világbajnokságon 500 méteren aranyérmes lett. A 2014-es világbajnokságon 1500 méteren 24., 500 méteren 18., 1000 méteren 25. lett.
A 2015-ös világkupa-sorozat drezdai állomásán – a férfiváltó tagjaként – a holland csapat mögött, a kínaiakat és a dél-koreaiakat megelőzve másodikként ért célba az 5000 méteres döntőben csakúgy, mint a hollandiai Eb-n, ahol a házigazda hollandokat megelőzve – de az oroszok mögött – végzett a második helyen. Az oszakai junior-világbajnokság 500 méteres számának döntőjében, továbbá az 1500 m-es szuperdöntőben ezüstérmes lett, míg összetettben a harmadik helyen végzett.
A magyar férfi gyorskorcsolya-váltó tagjaként, 5000 méteres távon Knoch Viktor, Liu Shaoang és Burján Csaba mellett Sanghajban rendezett rövidpályás gyorskorcsolya világkupán sporttörténeti magyar siker részeseként aranyérmet szerzett.
A 2016-os rövidpályás gyorskorcsolya világbajnokságon 1500 méteren ötödik, 500 méteren világbajnok lett. 1000 méteren kiesett a selejtezőben, 3000 méteren hetedik volt. Összetettben a harmadik helyen végzett. A váltóval negyedik helyezést ért el.
A 2018-as téli olimpián 1500 méteren 5. helyen végzett. Az 1000 méteres táv döntőjében ütközött két dél-koreai riválisával, és bár az ötödik helyen célba ért, végül az esetért őt látták felelősnek, ezért kizárták.
2018. február 22-én az 5000 méteres váltó tagjaként olimpiai bajnoki címet szerzett. Magyarország a téli olimpiák történetében először nyert aranyérmet. A 2018-as rövidpályás gyorskorcsolya világbajnokságon összetettben ezüstérmet szerzett.
A 2019-es Európa-bajnokságon 1500 méteren és váltóban aranyérmet, 1000 méteren és 500 méteren pedig ezüstérmet szerzett, így első magyar gyorskorcsolyázóként az összetettben is az első helyen végzett.
A 2021 márciusában a hollandiai Dordrechtben rendezett világbajnokságon 1000 méteren aranyérmet nyert, a váltóval és az összetettben pedig ezüstérmet szerzett.
A 2022-es téli olimpián a 2000 méteres vegyes váltó tagjaként bronzérmes lett. 1000 méteren bejutott a döntőbe, de ott kizárták a versenyből.

## Legjobb időeredményei
| Táv    | Idő      | Dátum              | Helyszín | Esemény                | Megjegyzés     |
| ------ | -------- | ------------------ | -------- | ---------------------- | -------------- |
| 222 m  | 25,175   | 2007. március 24.  | Budapest | Pannonia Open          |                |
| 333 m  | 37,291   | 2007. március 25.  | Budapest | Pannonia Open          |                |
| 500 m  | 40,523   | 2016. február 7.   | Drezda   | világkupa              |                |
| 1000 m | 1:23,788 | 2014. december 14. | Sanghaj  | világkupa-bajnokság    |                |
| 1500 m | 2:14,055 | 2014. február 10.  | Szocsi   | 2014. évi téli olimpia | országos csúcs |
| 3000 m | 5:06,271 | 2016. január 24.   | Szocsi   | Európa-bajnokság       |                |

## Eredmények
| rendezvény                              | helyezés       | helyezés | helyezés  | helyezés  | helyezés                   | helyezés           | helyezés           |
| rendezvény                              | összetett- ben | 500 m-en | 1000 m-en | 1500 m-en | 3000 m-es szuper- döntőben | 3000 m-es váltóban | 5000 m-es váltóban |
| --------------------------------------- | -------------- | -------- | --------- | --------- | -------------------------- | ------------------ | ------------------ |
| Magyar Bajnokság, Budapest, 2009        | 12.            | 8.       | 14.       | 14.       | –                          |                    |                    |
| Magyar Bajnokság, Budapest, 2010        | 6.             | 7.       | 4.        | 4.        | 5.                         |                    |                    |
| Magyar Bajnokság, Budapest, 2011        | 4.             | –        |           |           | 6.                         |                    |                    |
| junior világbajnokság, Courmayeur, 2011 | –              | 19.      | –         | 28.       |                            | 12.                |                    |
| Magyar Bajnokság, Budapest, 2011        |                |          |           |           | –                          |                    |                    |
| világkupa, Calgary, 2012                |                | 28.      | 23.       | –         |                            |                    | 10.                |
| világkupa, Montreal, 2012               |                | 32.      | 20.       | –         |                            |                    | 12.                |
| világkupa, Nagoya, 2012                 |                | 17.      | 12.       | –         |                            |                    | 9.                 |
| világkupa, Sanghaj, 2012                |                | 13.      | –         | –         |                            |                    | 7.                 |
| Európa-bajnokság, Malmö, 2013           | 9.             | 8.       | 6.        | 10.       | –                          |                    |                    |
| világkupa, Drezda, 2013                 |                | –        | 49.       | 43.       |                            |                    | 12.                |
| junior világbajnokság, Varsó, 2013      | 6.             | 7.       |           | 13.       |                            | 13.                |                    |
| világbajnokság, Debrecen, 2013          | –              | 29.      | 20.       | 31.       | –                          |                    | 8.                 |
| Európa-bajnokság, Drezda, 2014          | 20.            | –        | 7.        | 11.       | –                          |                    | 5.                 |
| téli olimpia, Szocsi, 2014              |                |          | 16.       | 20.       |                            |                    | –                  |
| Európa-bajnokság, Dordrecht, 2015       | 8.             | 5.       | 7.        | 8.        | 8.                         |                    |                    |
| junior világbajnokság, Oszaka, 2015     |                |          | 6.        | 11.       | [ 40 ]                     | 4.                 |                    |
| Magyar Bajnokság, Budapest, 2019        |                |          | -         | -         | -                          | -                  | -                  |

## Díjai, elismerései
- Az év magyar rövidpályás gyorskorcsolyázója (2014,[41] 2016,[42] 2018,[43] 2019[44])
- A Magyar Érdemrend tisztikeresztje (2018)
- Zugló díszpolgára (2018)[45]
- Az év magyar sportolója (2018)[46]
- A Magyar Érdemrend középkeresztje (2022)